# Wireless Communications and Mobile Computing
Wireless Communications and Mobile Computing is een internationaal, aan collegiale toetsing onderworpen wetenschappelijk tijdschrift op het gebied van de informatica en de telecommunicatie. De naam wordt gewoonlijk afgekort tot Wireless Comm. Mobile Comput.. Het wordt uitgegeven door John Wiley and Sons.